# (20784) Trevorpowers
(20784) Trevorpowers (2000 RN56) – planetoida z pasa głównego asteroid okrążająca Słońce w ciągu 3,75 lat w średniej odległości 2,41 j.a. Odkryta 6 września 2000 roku.